# Rebekah Harkness
Rebekah West Harkness (née Semple West le 17 avril 1915, morte le 17 juin 1982, également connue sous le nom de Betty Harkness, est une compositrice, mondaine, artiste. Devenue, à la suite de ses mariages, l'une des femmes les plus riches d'Amérique, c'est aussi une mécène de la danse et une philanthrope américaine qui a fondé le Harkness Ballet. Rebekah Harkness s'est fait également connaître par ses contributions aux arts, ainsi que par ses provocations.

## Biographie
Rebekah Semple West est née à Saint-Louis, dans le Missouri, en 1915. Elle est la deuxième fille des trois enfants d'Allen Tarwater West, courtier en bourse et cofondateur de G. H. Walker & Co. et de Rebekah Cook (née Semple) West. Son grand-père a fondé la St. Louis Union Trust Company. Aucun des deux parents ne participe à l'éducation de leurs enfants, qui sont élevés principalement par des nounous. Rebekah Harkness se met à la danse et au patinage sur glace pour perdre du poids et se montre très disciplinée dans ces deux domaines. Elle étudie à Saint-Louis, puis à la Fermata School for Girls d'Aiken, en Caroline du Sud, d'où elle sort diplômée en 1932. Après avoir obtenu son diplôme en 1932, elle forme avec un groupe d'amies le Bitch Pack, un groupe qui s'amuse à détourner les événements mondains, notamment en versant de l'huile minérale dans les punchs et en faisant des strip-teases sur les tables de banquet. Ce goût de la provocation ne la quittera pas. Rebekah Harkness continue également à étudier la danse et le piano, et étudie le ballet avec Victoria Cassu, qui a été l'élève d'Anna Pavlova. Elle se marie à plusieurs reprises, notamment en 1947, en second mariage, avec William Hale Harkness (1900–1954), le fils de William Lamon Harkness, homme d'affaires américain, héritier d'une grande partie de la Standard Oil. En 1955, une des compositions musicales de Rebekah Harkness est créée au Carnegie Hall.
Dans les années 1960, Rebekah Harkness se fait connaître comme philanthrope et mécène. Par le biais de la Rebekah Harkness Foundation, Harkness sponsorise Jerome Robbins et le Joffrey Ballet. Lorsque le Joffrey Ballet refuse de renommer sa compagnie en l'honneur de Harkness, elle retire son financement et engage la plupart des danseurs du Joffrey dans sa nouvelle compagnie, le Harkness Ballet,. Outre la fondation du Harkness Ballet, Rebekah Harkness crée une école de ballet et un foyer pour la compagnie, appelé Harkness House, ainsi qu'un théâtre rénové de 1 250 places, qui présente le Harkness Ballet et d'autres compagnies de danse au public new-yorkais. Par l'intermédiaire de la William Hale Harkness Foundation, elle parraine aussi la construction d'un bâtiment de recherche médicale au New York Hospital et soutient un certain nombre de projets de recherche médicale,.
Plus tard dans sa vie, elle étudie à Fontainebleau, en France, avec Nadia Boulanger, à l'Institut Jaques-Dalcroze de Genève et au Mannes School of Music de New York. Elle approfondie également l'orchestration avec Lee Hoiby et obtient un doctorat en beaux-arts à l'université Franklin Pierce de Rindge, dans le New Hampshire, en 1968.
Rebekah Harkness meurt d'un cancer de l'estomac dans sa maison de Manhattan le 17 juin 1982 à l'âge de 67 ans. Son parcours, ses provocations et sa façon de secouer régulièrement les « bonnes manières» de la société chic à laquelle elle appartenait, a inspiré à la chanteuse Taylor Swift une chanson The Last Great American Dynasty, dans l'album Folklore qui date de 2020. Taylor Swift a indiqué aussi « Cela peut être un véritable moment de conquête pour la société lorsqu'une femme est propriétaire de ses désirs et de sa sauvagerie ». Taylor Swift a par ailleurs acheté un manoir dans le Rhode Island, intitulé Holiday House, dont Rebekah Harkness et son second mari, William Hale Harkness, avaient été propriétaires.